# گاه‌شماری دیلمی
شنبه

...............

۲۵ مرداد
۱۴۰۴ خورشیدی
۹ نوروز ما
۱۵۹۹ دیلمی
۱۶ اوت
۲۰۲۵ میلادی
۲۱ صفر
گاهشماری دیلمی که به گاهشماری گالشی و گیلان باستان نیز معروف است، گاه‌شماری باستانی مردمان کوهستان‌ گیلان که در میان دیلمی‌ها(گالش‌ها)، که از گیلک‌زبانان کوهستان‌های گیلان هستند رایج بوده و برخی از پژوهشگران معتقدند که این تقویم در میان گیلک‌زبانان جلگه‌نشین نیز رایج بوده‌است. این گاهشماری بین مردم بومی با نام تقویم گالشی یا گالش شمار شناخته میشود.
بدینسان که تقویم دیلمی گذشته را امروزه تقویم گالشی میخوانند میتوان گالشان را برابر با دیلمیان گذشته دانست.[۱۸]

## نام
این گاهشماری بین مردم بومی با نام تقویم گالشی یا گالش شمار شناخته میشود.
امروزه از گاهشماری بومی، در شهرهای جلگه‌ای دشت گیلان که در خاور سپیدرود قرار دارند(لاهیجان، لنگرود، رودسر) و روستاهای اطراف، نشان‌های اندکی باقی مانده که روشن می‌سازد، سال‌ها یا شاید سده‌ها است که گاهشماری محلی را فراموش کرده‌اند. از روی نشانی‌های برجا مانده، گمان می‌رود که دستگاه گاهشماری محلی گیلکان، متفاوت از دستگاه کوهنشینان بوده است. از این رو برخلاف آنچه که گاه دیده می‌شود، انتساب  گاهشماری برجا مانده از کوهنشینان به گیلکان و نامگذاری جعلی «تقویم گیلانی» درست نیست. از سوی دیگر، همین دستگاه گاهشماری کوهنشینان، در میان ایشان تقویم گالشی یا گالش شمار شناخته میشود. لیکن عبدالرحمان عمادی که در این زمینه کوشش بسیار کرده اند، معرفی این تقویم به نام گالشی را نپسندیده و قائل به نام دیلمی هستند.

## اصول کلی تقویم گالشی
گاهشماری رایج میان گالش های (دیلمیان) کوهستان‌های گیلان و غرب مازندران (شهسوار و رامسر)، از بن و ریشه وابسته به گاهشماری باستانی ایرانی (یزدگردی) بوده‌است و سال‌شماری یزدگردی قدیم، بنا بر روایات ایرانی و هم‌چنین بر اساس محاسبات نجومی، کهن‌ترین سال‌شمار ایرانی محسوب می‌شود. گاهشماری باستانی گیلکی، از دوران کهن تا زمان انتخاب یک روز کبیسه با نام ویشک (vishak) و نگه داشتن آن، گاه‌شمار مورد استفاده مردم و حاکمان این منطقه بوده و سالی «گردان» محسوب می‌شد. یعنی آغاز سال آن که در ابتدای اعتدال بهاری قرار داشت، در هر ۴/۱۳۱۵۰۶۸ سال، یک روز از مبدأ (اعتدال بهاری) فاصله می‌گرفت. این چرخش تا ۹۲۹ سال ادامه داشت و سرِ سال، ۲۲۵ روز از مبدأ فاصله گرفت و به نیمه تابستان و زمان خرمن و برداشت فراورده‌های کشاورزی و دامی رسید. این هنگام مناسب‌ترین زمان برای پرداخت مالیات و خراج به حاکمان بود. از این‌رو با انتخاب یک روز کبیسه به نگاه‌داشت سال مبادرت ورزیدند و انجام این کار، نخستین تجربه و اقدام در انتخاب سال و مبدأ خراجی در گاهشماری‌های ایرانی است.

با توجه به آن‌چه که گفته شد، مردم دیلمان، وقتی که سرِ سال (آغاز سال) باستانی به نیمه‌های تابستان رسیده بود، با انتخاب یک روز کبیسه در هر چهار سال با نام «ویشَک» سال را در همان‌جا که بود نگاه داشتند؛ و زمان این اقدام، مبدأ جدید سال‌شماری گیلکی گشت؛ که این مبدأ دقیقاً برابر است با:

روز دوشنبه، هرمزد روز (اولین روز) از سال ۵۴۵۴ باستانی (یزدگردی قدیم) و ۷۱۰۸۲ روز پیش از مبدأ شمسی هجری.
بنا به گفتهٔ عبدالرحمن عمادی (پژوهشگر)، در مناطق کوهستانی، تنها تقویم مورد استفاده مردمان آن‌جا، همین تقویم گیلکی بوده‌است و تنها برای دانستن زمان درست ایام مذهبی، از روحانیان منطقه سؤال می‌شده‌است.
جدولی که مشاهده می‌کنید، جدول هم‌زمانی گاه‌شماری‌های مختلف و مقایسهٔ مبدأ آغاز هرکدام از آن‌هاست.

## مراسم آغاز سال (نوروزبل)
مراسم آغاز سال جدید (نوروزبل) به طور متغیر، وابسته به محل برگزاری و نحوه قرار دادن پنج روز کبیسه، بین سیزدهم تا هفدهم مرداد ماه برگزار می‌شد. اما طبق محاسبات علمی آقای نصرااله هومند در کتاب «گاهشماری باستانی مردمان گیلان و مازندران» روز دقیق آغاز سال گالشی همان ۱۷ مرداد ماه سال هجری شمسی است.

## مبدأ سالشماری گالشی
مبدأ سال‌شماری گالشی، تاریخی است که مردم کوهستان‌ها با انتخاب و اجرای یک روز کبیسه به نام ویشَک (vishak) آغاز سال را در همان جایی که قرار داشت، ثابت نگاه داشتند.

نکتهٔ مثبت در این واقعیت این است که، مبدأ تاریخیِ این مردم، نه یک رخداد سیاسی یا مذهبی، که یک رخداد کاملاً علمی و البته مردمی است؛ زیرا آن‌گونه که گفته شد، دلیل اصلی‌اش راحتیِ مردم کشاورز و دام‌دار و صنعت‌گر در دادن خراج و مالیات سالیانه بوده‌است. بنابراین، این مبدأ، متعلق به اندیشه یا مذهب یا تفکر سیاسی خاصی نبوده و تنها برپایهٔ مناسبات تولید به‌وجود آمده و می‌تواند مورد وفاق تمام گیلک‌ها، از هر اندیشه و مذهبی، قرار گیرد.

## ماه‌ها و روزهای سال‌شماری گالشی
سال گالشی، دوازده ماه ۳۰ روزه دارد به علاوه ۵ روز اضافه به نام پنجیک (panjik) که به پایان ماه هشتم اضافه می‌شوند که روی هم رفته سیصد و شصت و پنج روز است؛ و هر چهار سال یک‌بار، یک روز به عنوان کبیسه به نام ویشَک بر پنج روز پنجیک اضافه می‌شود.
- نوروز ما

از ۱۷ مرداد شمسی هجری آغاز می‌شود و تا ۱۵ شهریور ادامه دارد. این ماه و روز اول آن، آغاز سال گیلکی است و در بزرگ‌داشت آن شعله نوروزی (نوروزِ بلnoruzəbal) می‌افروختند و جشن آغاز سال می‌گرفتند.
- کورچ ما

از ۱۶ شهریور تا ۱۴ مهر ماه هجری شمسی است. در این ماه، کوه‌نشینان کم‌کم از کوه‌ساران سربلند به سوی جلگه‌ها سرازیر می‌شوند.
- اریه ما

از ۱۵ مهرماه تا ۱۴ آبان هجری شمسی.
- تیر ما

از ۱۵ آبان تا ۱۴ آذر طول می‌کشد. صاحب فرهنگ اسدی، یکی از معانی تیر را فصل خزان نوشته‌است. شاید استعمال «تیر» و «تیرماه» در معنی فصل خزان، یادگار باقی‌مانده نوعی از گاه‌شماری قدیمی‌تر (پیش از مبدأ سال‌های باستانی ایرانی) باشد که تحویل سال را از اول تابستان می‌گرفتند.
- موردال ما

۱۵ آذر تا ۱۴ دی‌ماه هجری شمسی. در زبان گیلکی، لاشه گوسفند و گاو را مردال گویند.
- شریر ما

۱۵ دی تا ۱۴ بهمن هجری شمسی.
- امیر ما

۱۵ بهمن تا ۱۴ اسفند. به‌معنی نمیرماه، یا جاودان یا مهرماه دیلمی است. شانزدهم این ماه، امیرِ مای هشت و هشت، یعنی ۱۶ مهرماه است که همان مهرگان معروف است.
- آوَل ما

از ۱۵ اسفند تا ۱۵ فروردین هجری شمسی (چون اسفندماه در سال‌شماری هجری شمسی ۲۹ روزه‌است) طول می‌کشد. این ماه مقارن با اسفند و فروردین هجری شمسی است و در آن آیین کول‌کول چارشمبه (چهارشنبه‌سوری) اجرا می‌شود.
در پایان همین ماه، ۵ روز اضافه بر ۳۶۰ روز با نام پنجیک (panjik) جا می‌گیرد. هر چهار سال، یک روز به نام ویشَک نیز به این پنج روز اضافه می‌شود. اگر سال ۳۶۵ روزه باشد، روزهای پنجیک به ترتیب: شانزدهم، هفدهم، هجدهم، نوزدهم و بیستم فروردین هجری شمسی خواهد بود و اگر سال ۳۶۶ روزه باشد، پانزدهم فروردین ویشک نام می‌گیرد و روزهای شانزدهم تا بیستم، باز هم پنجیک خواهند بود.
- سیا ما

از ۲۱ فروردین تا ۱۹ اردیبهشت هجری شمسی.
- دیا ما

از ۲۰ اردیبهشت تا ۱۸ خرداد ماه هجری شمسی.
- ورفًنه ما

از ۱۹ خرداد تا ۱۷ تیر ماه هجری شمسی. ماهی که برف نمی‌آید، اوج گرما.
- اسفندار ما

۱۸ تیر تا ۱۶ مرداد ماه هجری شمسی.
تاریخ امروز تقویم دیلمی: ۹ نوروز ما ۱۵۹۹

## جستار‌های وابسته
- نوروزبل

- گاهشماری مازندرانی